# Gyrophaena fasciata
Gyrophaena fasciata – gatunek chrząszcza z rodziny kusakowatych i podrodziny rydzenic. Zamieszkuje Europę, Kaukaz i Syberię.

## Taksonomia
Gatunek ten opisany został po raz pierwszy w 1802 roku przez Thomasa Marshama pod nazwą Staphylinus fasciatus.

## Morfologia
Chrząszcz o wydłużonym ciele długości od 1,8 do 2,4 mm. Głowa jest czarna, 1,7 raza szersza niż dłuższa, zaopatrzona w wyłupiaste oczy. Barwa czułków jest rudożółta z żółtymi nasadami. Ich człony od szóstego do dziesiątego są wyraźnie szersze niż dłuższe, ale piąty nie. Przedplecze jest brązowe, o wyraźnie szagrynowanej powierzchni. Po bokach linii środkowej przedplecza występują zwykle szeregi punktów. Pokrywy są rudożółte do jasnorudobrązowych, zwykle z zaczernionymi zewnętrznymi kątami tylnymi. Powierzchnię pokryw rzeźbią wyraźne, acz bardzo drobne punkty, a w zewnętrznych narożach też drobne ziarenka. Kolor odnóży jest żółtawy do pomarańczowego. Odwłok ma zwykle ubarwienie rudożółte lub jasnorudobrązowe z czarną przepaską poprzeczną obejmującą tergity czwarty i piąty, niekiedy jednak cały odwłok jest ciemny.

## Ekologia i występowanie
Owad rozmieszczony na obszarach lesistych. Bytuje w owocnikach grzybów, w tym żagwi i łuskwiaków.
Gatunek palearktyczny. W Europie znany jest z Hiszpanii, Irlandii, Wielkiej Brytanii, Francji, Belgii, Holandii, Niemiec, Szwajcarii, Austrii, Włoch, Danii, Szwecji, Norwegii, Finlandii, Estonii, Łotwy, Litwy, Polski, Czech, Słowacji, Węgier, Ukrainy, Rumunii, Bułgarii, Chorwacji, Bośni i Hercegowiny, Grecji i europejskiej części Rosji. W Azji podawany jest z syberyjskiej części Rosji i z Gruzji.